# Заздросць (Тухольський повіт)
Заздросць (пол. Zazdrość) — село в Польщі, у гміні Слівиці Тухольського повіту Куявсько-Поморського воєводства.
У 1975-1998 роках село належало до Бидгощського воєводства.